# گمینا کراشچن
گمینا کراشچن (به لهستانی:  Gmina Krasiczyn) یک گمینا در لهستان است که در شهرستان پژمشل واقع شده‌است. گمینا کراشچن ۱۲۷٫۱۷ کیلومتر مربع مساحت و ۵٬۱۲۲ نفر جمعیت دارد.